# George Gay
George Henry Gay, Jr. (ur. 8 marca 1917 w Waco, zm. 21 października 1994 w Marietcie) – amerykański pilot, Lieutenant Commander US Navy, służący w 8 Dywizjonie Torpedowym na lotniskowcu USS „Hornet” (CV-8) w czasie II wojny światowej na Pacyfiku.

## Młodość
George Henry Gay, Jr. urodził się w Waco, w stanie Teksas. Do szkół uczęszczał w Austin i Houston zanim podjął studia w Szkole Rolniczo-Mechanicznej (dzisiaj Texas A&M University).

## II wojna światowa

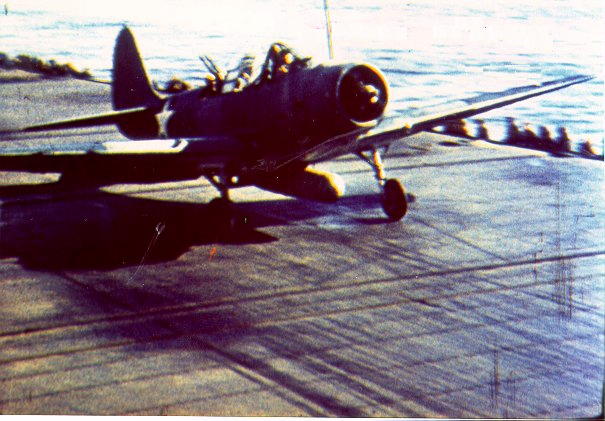
Ostatni Devastator opuszcza pokład „Horneta” 4 czerwca 1942

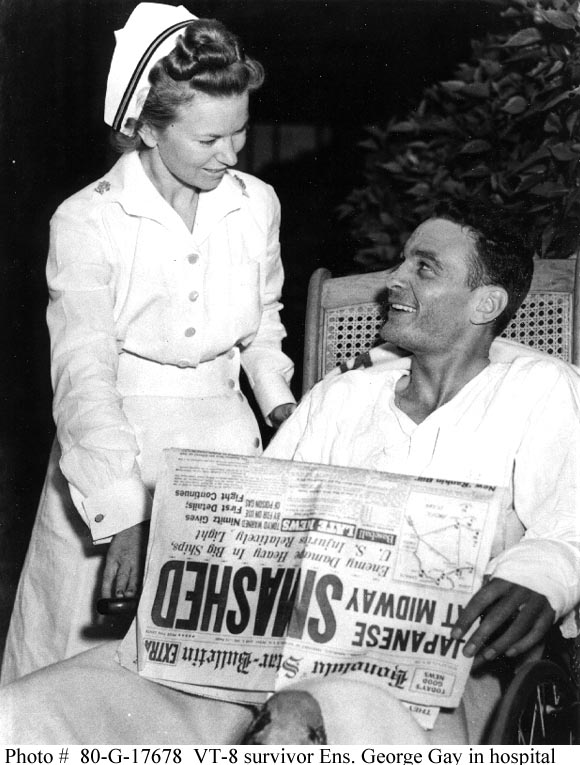
George „Tex” Gay w szpitalu po bitwie

Po 7 grudnia 1941 roku, jak wielu Amerykanów, Gay zdecydował się porzucić college i zaciągnąć się do wojska. Pragnąc walczyć jako pilot próbował dostać się do Korpusu Lotniczego Armii (ang. Army Air Corps), lecz został odrzucony z powodów zdrowotnych. Nie zamierzając odstąpić od swych planów wstąpił do US Navy, gdzie przepisy były mniej rygorystyczne. Gay został przyjęty, ze względu na nieukończone studia mianowany chorążym i skierowany na kurs pilotażu.
W kwietniu 1942 roku, tuż przed rajdem podpułkownika Jimmy'ego Doolittle'a na Tokio, został włączony do nowo sformowanego – dowodzonego przez komandora porucznika Johna C. Waldrona – VT-8, lotniskowca USS „Hornet” (CV-8). W tydzień po rajdzie „Hornet” zawinął do Pearl Harbor, by dołączyć do USS „Enterprise” w ramach 16 Grupy Uderzeniowej (ang. Task Force 16), która miała za zadanie obronę atolu Midway.
W czasie bitwy pod Midway, 4 czerwca rano dywizjon Gaya odnalazł i zaatakował japońskie lotniskowce z niskiego pułapu, bez osłony eskorty myśliwskiej, która zgubiła się w chmurach. Tuż przed atakiem powolne Devastatory zostały zaatakowane przez myśliwce nieprzyjaciela. Samolot Gaya został ostrzelany przez japońskie Zero i kilkakrotnie trafiony. Gay, chociaż został ranny (a jego radiooperator/strzelec zabity), zdołał zwolnić swą torpedę przed celem, lotniskowcem „Kaga”. George Gay został ponownie trafiony, co pozbawiło samolot sterowności i zmuszony był do wodowania. Gayowi udało się wydostać z kabiny. Utrzymywanie się na powierzchni ułatwiła mu nadmuchiwana poduszka z kabiny która, umożliwiła mu dodatkowo, ukrycie wśród japońskich okrętów. Był świadkiem zagłady trzech japońskich lotniskowców zatopionych w brawurowym ataku przez bombowce nurkujące Dauntless.
Po zapadnięciu zmroku Gay był już nieomal pewny ocalenia, bo Japończycy zniknęli, a w okolicach było coraz więcej jednostek amerykańskich poszukujących zestrzelonych pilotów. Jednak dopiero po około trzydziestu godzinach został uratowany przez samolot-amfibię Catalina marynarki. Z całego, liczącego trzydziestu pilotów i radiooperatorów zespołu, przeżył tylko on jeden. Następnego dnia Gay został przyjęty przez admirała Nimitza, któremu złożył relację z widzianych przez siebie fragmentów bitwy.
Po spędzeniu kilku miesięcy w szpitalu Gay wrócił do służby, biorąc udział w walkach o Guadalcanal z innym dywizjonem bombowym, po czym został instruktorem pilotażu.
Za swój udział w bitwie odznaczony został Krzyżem Marynarki (ang. Navy Cross) i odebrał osobiste wyróżnienie od prezydenta USA.

## Późniejsze losy
Po wojnie Gay przez ponad 30 lat latał jako pilot linii TWA. Często był zapraszany przez szkoły i organizacje kombatanckie, by podzielić się ze słuchaczami swoimi przeżyciami. Napisał także książkę pt. Sole Survivor. W roku 1975 był konsultantem podczas kręcenia filmu Midway. W rolę George Gaya wcielił się aktor Kevin Dobson.
21 października 1994 Gay zmarł na atak serca w szpitalu w miejscowości Marietta, w stanie Georgia. Zgodnie z ostatnią wolą zmarłego jego prochy zostały wysypane do Pacyfiku w miejscu, gdzie toczyła się pamiętna dlań bitwa.